# 北ヌアクショット州
北ヌアクショット州（きたヌアクショットしゅう、نواكشوط الشمالية、Nouakchott Nord）は、モーリタニアの首都ヌアクショットの北部に位置する州。2014年にヌアクショットを3分割して新設された。

## 下位行政区分
元々ヌアクショットは首都地域として州と同じ位置にある特別な存在であった。そのため、県（Department）ではなくコミューン（commune、地区(District)とも表記する）が下に置かれていた。分割後、コミューンは所属している州において県に昇格した。
北ヌアクショット州は、3つの県に分かれる。人口は2013年。
- ダル＝ナイム（en:Dar-Naim）：144,043人
- テヤレット（en:Teyarett）：78,828人
- トジョニエ（en:Toujouonine）：144,041人